# Торпедо (Усть-Каменогорськ)
«Торпе́до» — казахська хокейна команда з Усть-Каменогорска. З 2010 року виступає у Вищій хокейній лізі.

## Історія
Хокейна команда в Усть-Каменогорську була створена 1955 року з ініціативи Миколи Коняхіна, який приїхав сюди з підмосковного міста Електросталь. З моменту заснування і до початку 1990-х років клубом опікувався Ульбінський металургійний завод. 1957 року «Торпедо» стало віце-чемпіоном Казахської РСР.
1963 року дебютировало у чемпіонаті СРСР серед команд майстрів класу «Б», а вже наступного сезону в східній зоні другої групи класу «Б» (відбулося розширення другого за рівнем дивізіону з 11 до 22 колективів). Водночас, з ленінградського СКА перейшов Юрій Баулін, бронзовий призер Олімпіади-1960 і дворазовий чемпіон Європи. Його було призначено граючим старшим тренером. Дебют у другій групі виявився досить вдалим — 7 місце серед 11 команд східної зони. У сезоні 1966/1967 грали в перехідному турнірі чотирьох команд за дві путівки в еліту радянського хокею. Лідери другої групи «Торпедо» (Усть-Каменогорськ) і СК ім. Урицького (Казань) не змогли потіснити аутсайдерів першої групи «Металург» (Магнітогорськ) і «Торпедо» (Мінськ). У 60-х роках була створена дитячо-юнацька хокейна школа. 31 грудня 1968 року був відкритий палац спорту з двома льодовими аренами.
1977 року «Торпедо» опустилося в другу лігу, де відіграло три сезони. З цього часу у команда починає орієнтуватися на власних вихованців і така традиція протрималася до 2000-х років. 1982 року старшим тренером призначають молодого спеціаліста Віктора Семикіна, а з московського «Спартака» повертається олімпійський чемпіон Борис Александров. Перша ланка клубу, Борис Александров — Андрій Соловйов — Ігор Кузнецов стає однією з найсильніших у першій лізі і демонструє феноменальну результативність. 1986 року клуб очолює Володимир Гольц, який працював у місцевій ДЮСШ. Йому знадобилося два роки, щоб команда дебютувала у вищій лізі. Після першого етапу Борис Александров і Ігор Кузнецов очолювали список найкращих бомбардирів турніру. У другій честині сезону брали участь у перехідному турнірі і не змогли закріпитися в еліті. Зробивши необхідні висновки казахські хокеїсти через рік повернулися до вищої ліги і виступали там ще три сезону.
Після розпаду Радянського Союзу «Торпедо» став одним з організаторів Міжнаціональної хокейної ліги. В середині 90-х розпочалися фінансові проблеми, Ульбінський металургійний завод не міг її забезпечувати в повному об'ємі. Лідери команди, дитячі тренери і їх вихованці почали виїжджати з Усть-Каменогорська. Команда перейшла до приватного власника і отримала назву «Алтай-Торпедо».
З 1993 року розпочалася історія національної команди Казахстану, основу якої завжди складали усть-каменогорські хокеїсти. Під керівництвом Бориса Александрова збірна увійшла до чвертьфіналу Олімпіади-1998 у Нагано, а в її складі грали гравці та вихованці «Торпедо»: воротар — Віталій Єремєєв; захисники — Ігор Нікітін, Олексій Трощинський, Андрій Соколов, Ігор Земляной, Володимир Антипін, Андрій Савенков; нападники — Костянтин Шафранов, Євген Корешков, Олександр Корешков, Михайло Бородулін, Андрій Пчеляков, Єрлан Сагимбаєв, Дмитро Дударев, Володимир Зав'ялов, Павло Каменцев, Олег Кряжев.
Після розформування Міжнаціональної хокейної ліги, російська хокейна федерація дозволила казахському клубу грати у вищій лізі (другий за рангом дивізіон). 19 січня 2000 року команда змінила назву на «Казцинк-Торпедо» (додали у назву фірму-спонсора). 2010 року усть-каменогорці стали одним з засновників ВХЛ (Вищої хокейної ліги). 5 травня 2015 була повернута стара назва колектива — «Торпедо». У сезоні 2016/2017 стали переможцями регулярного чемпіонату ВХЛ і дійшли до фіналу серії плей-оф, де поступилися «Динамо» з Балашихи Московської області.

## Досягнення
Чемпіон Казахстану

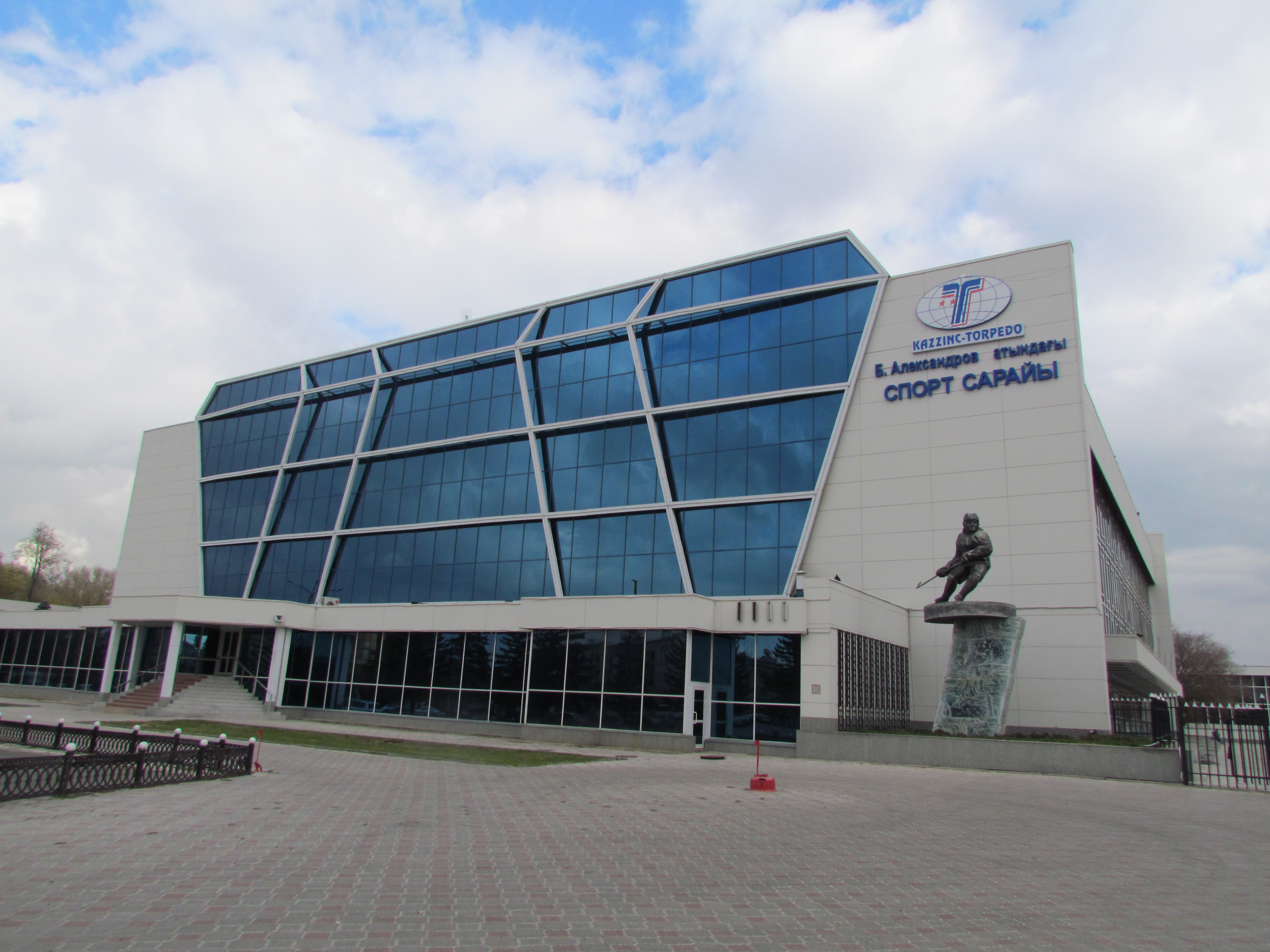
Палац спорту імені Бориса Александрова (2012 рік)

- Чемпіон (13): 1993, 1994, 1995, 1996, 1997, 1998, 2000, 2001, 2002, 2003, 2004, 2005, 2007
- Другий призер (2): 2006, 2009
- Третій призер (1): 2008

Кубок Казахстана
- Володар (4): 2002, 2003, 2004, 2007
- Фіналіст (2): 2005, 2006

Вища хокейна ліга
- Переможець регулярного чемпіонату (1): 2016/2017
- Фіналіст плей-оф ВХЛ (1): 2016/2017
- Фіналіст Кубка відкриття сезону (1): 2017/2018

Континентальний кубок
- Третій призер (1): 2008

## Елітні ліги
Статистика виступів у вищій лізі СРСР і Міжнаціональній хокейній лізі:
| Сезон                       | Турнір                | І  | В  | Н  | П  | Ш         | О  | Місце      |
| --------------------------- | --------------------- | -- | -- | -- | -- | --------- | -- | ---------- |
| Вища ліга СРСР              |                       |    |    |    |    |           |    |            |
| 1987/1988                   | вища ліга             | 26 | 5  | 3  | 18 | 91 — 121  | 13 | 14 з 14    |
| 1989/1990                   | вища ліга             | 30 | 5  | 5  | 20 | 80 — 123  | 15 | 14 з 16    |
| 1990/1991                   | вища ліга             | 46 | 14 | 10 | 22 | 130 — 183 | 38 | 9 з 15     |
| 1991/1992                   | вища ліга             | 30 | 16 | 3  | 11 | 114 — 109 | 35 | 5 з 16     |
| 1991/1992                   | фінальний турнір      | 12 | 1  | 1  | 10 | 24 — 50   | 3  | 8 з 8      |
| Міжнаціональна хокейна ліга |                       |    |    |    |    |           |    |            |
| 1992/1993                   | східна конференція    | 42 | 23 | 2  | 17 | 177 — 146 | 48 | 5 з 12     |
| 1992/1993                   | плей-оф               | 3  | 1  | 0  | 2  | 8 — 18    | 2  | 1/8 фіналу |
| 1993/1994                   | регулярний чемпіонат  | 46 | 25 | 1  | 20 | 174 — 153 | 51 | 9 з 24     |
| 1994/1995                   | східна конференція    | 52 | 24 | 4  | 24 | 173 — 171 | 52 | 7 з 14     |
| 1994/1995                   | плей-оф               | 2  | 0  | 0  | 2  | 2 — 14    | 0  | 1/8 фіналу |
| 1995/1996                   | східна конференція    | 26 | 9  | 2  | 15 | 66 — 93   | 20 | 9 з 14     |
| 1995/1996                   | турнір за 15-28 місця | 26 | 11 | 3  | 12 | 84 — 84   | 25 | 22 з 28    |

Найбільше матчів у цих турнірах провели:
- Віктор Федорченко[ru] — 289
- Ігор Медведєв[ru] — 283
- Ігор Земляной — 234
- Володимир Бородулін[ru] — 223
- Юрій Каратаєв[ru] — 218
- Павло Каменцев — 214
- Ігор Беляєвський — 189
- Володимир Антипін — 186
- Андрій Соколов — 179
- Андрій Соловйов — 179
- Андрій Пчеляков — 177
- Максим Коміссаров — 174
- Костянтин Шафранов — 174
- Костянтин Сподаренко — 167
- Сергій Кисцілин — 161
- Олександр Корешков — 159
- Андрій Самохвалов — 158
- Роман Шипулін — 155
- Андрій Савенков — 150
- Михайло Бородулін — 147
- Віктор Бистрянцев — 146
- Сергій Антипов — 137
- Ігор Дорохін — 133
- Єрлан Сагимбаєв — 130
- Олексій Трощинський — 130
- Олег Кряжев — 127
- Володимир Єфремов — 125
- Олег Коваленко — 119
- Анатолій Філатов — 119
- Олександр Артеменко — 117
- Ігор Нікітін — 105
- Віталій Трегубов — 105
- Андрій Райський — 100
- Андрій Фукс — 89
- Дмитро Дударев — 88
- Ігор Кравець — 88
- Андрій Циба — 88
- Олександр Шимін — 85
- Євген Корешков — 82
- Володимир Зав'ялов — 78
- Сергій Могильников — 77
- Вадим Туніков — 76
- Борис Александров — 71
- Олександр Енгель — 69
- Сергій Бєлкін — 67
- Борис Фукс — 62
- Андрій Кауфманн — 58
- Сергій Горєв — 55
- Костянтин Капкайкін — 53
- Сергій Дев'ятков — 51
- Олександр Поліщук — 50

Найкращі бомбардири:
| Сезон     | Перше місце                     | Друге місце                     | Третє місце                    |
| --------- | ------------------------------- | ------------------------------- | ------------------------------ |
| 1987/1988 | Борис Александров — 33 (21+12)  | Ігор Кузнецов — 27 (20+7)       | Андрій Фукс — 15 (9+6)         |
| 1989/1990 | Ігор Беляєвський — 14 (9+5)     | Сергій Дев'ятков — 13 (9+4)     | Костянтин Шафранов — 13 (6+7)  |
| 1990/1991 | Ігор Дорохін — 26 (16+10)       | Костянтин Шафранов — 22 (16+6)  | Ігор Беляєвський — 21 (12+9)   |
| 1991/1992 | Андрій Райський — 30 (16+14)    | Олександр Корешков — 25 (11+14) | Борис Фукс — 24 (11+13)        |
| 1992/1993 | Костянтин Шафранов — 39 (19+20) | Євген Корешков — 34 (18+16)     | Ігор Беляєвський — 27 (12+15)  |
| 1993/1994 | Костянтин Шафранов — 39 (18+21) | Євген Корешков — 37 (25+12)     | Михайло Бородулін — 32 (19+13) |
| 1994/1995 | Борис Александров — 33 (14+19)  | Сергій Антипов — 30 (19+11)     | Андрій Пчеляков — 28 (17+11)   |
| 1995/1996 | Андрій Самохвалов — 31 (23+8)   | Володимир Антипін — 24 (13+11)  | Анатолій Філатов — 24 (9+15)   |

## Драфт НХЛ
Список вихованців клубу, яких обирали на драфті Національної хокейної ліги:
| Рік  | Гравець             | Місце | Клуб НХЛ             | Клуб під час драфту             |
| ---- | ------------------- | ----- | -------------------- | ------------------------------- |
| 1978 | Віктор Шкурдюк      | 203   | «Сент-Луїс Блюз»     | СКА (Ленінград)                 |
| 1992 | Андрій Райський     | 156   | «Вінніпег Джетс»     | «Торпедо» (У-К)                 |
| 1993 | Анатолій Філатов    | 158   | «Сан-Хосе Шаркс»     | «Торпедо» (У-К)                 |
| 1994 | Борис Зеленко       | 206   | «Піттсбург Пінгвінс» | ЦСКА (Москва)                   |
|      | Віталій Єремеєв     | 209   | «Нью-Йорк Рейнджерс» | «Торпедо» (У-К)                 |
|      | Євген Набоков       | 219   | «Сан-Хосе Шаркс»     | «Торпедо» (У-К)                 |
| 1995 | Андрій Самохвалов   | 208   | «Детройт Ред Вінгз»  | «Торпедо» (У-К)                 |
| 1996 | Костянтин Шафранов  | 229   | «Сент-Луїс Блюз»     | «Металург» (Магнітогорськ)      |
| 1998 | Микола Антропов     | 10    | «Торонто Мейпл Ліфс» | «Торпедо» (У-К)                 |
|      | Андрій Трощинський  | 170   | «Сент-Луїс Блюз»     | «Торпедо» (У-К)                 |
| 1999 | Дмитро Левинський   | 46    | «Чикаго Блекхокс»    | «Сєвєрсталь» (Череповець)       |
|      | Степан Мохов        | 63    | «Чикаго Блекгокс»    | «Сєвєрсталь» (Череповець)       |
|      | Костянтин Руденко   | 160   | «Філадельфія Флаєрс» | «Сєвєрсталь-2» (Череповець)     |
|      | Вадим Тарасов       | 196   | «Монреаль Канадієнс» | «Металург» (Новокузнецьк)       |
|      | Олексій Литвиненко  | 262   | «Фінікс Койотс»      | «Торпедо» (У-К)                 |
| 2000 | Максим Бірбраєр     | 67    | «Нью-Джерсі Девілс»  | «Ньюмаркет Гаррікейнс» (Канада) |
|      | Олександр Любимов   | 83    | «Едмонтон Ойлерс»    | «Лада» (Тольятті)               |
|      | Дмитро Уппер        | 136   | «Нью-Йорк-Айлендерс» | «Торпедо» (Нижній Новгород)     |
| 2001 | Олександр Пережогін | 25    | «Монреаль Канадієнс» | «Авангард» (Омськ)              |
|      | Дмитро Петцольд     | 107   | «Сан-Хосе Шаркс»     | «Кельнер Гайє»                  |
|      | Олександр Головін   | 174   | «Чикаго Блекгокс»    | «Авангард-2» (Омськ)            |
| 2003 | Костянтин Пушкарьов | 44    | «Лос-Анджелес Кінгс» | «Торпедо» (У-К)                 |
|      | Дмитро Пестунов     | 80    | «Фенікс Койотс»      | «Металург» (Магнітогорськ)      |
| 2004 | Віктор Александров  | 83    | «Сент-Луїс Блюз»     | «Металург» (Новокузнецьк)       |
|      | Антон Худобін       | 206   | «Міннесота Вайлд»    | «Металург-2» (Магнітогорськ)    |
|      | Максим Семенов      | 220   | «Торонто Мейпл Ліфс» | «Лада» (Тольятті)               |